# Space Ship One
Space Ship One es el séptimo álbum de estudio como solista publicado por el exguitarrista de Racer X y Mr. Big, Paul Gilbert, lanzado al mercado en el año 2005.

## Lista de canciones
Todas las canciones escritas por Paul Gilbert excepto donde se indique.

| N.º | Título                         | Escritor(es)    | Duración |  |
| 1.  | «Space Ship One»               | Paul Gilbert    | 5:58     |  |
| 2.  | «Every Hot Girl Is a Rockstar» | Gilbert         | 3:05     |  |
| 3.  | «On the Way to Hell»           | Gilbert         | 2:52     |  |
| 4.  | «SVT»                          | Gilbert         | 4:03     |  |
| 5.  | «Jackhammer (instrumental)»    | Gilbert         | 5:07     |  |
| 6.  | «Terrible Man»                 | Gilbert         | 3:21     |  |
| 7.  | «Interaction»                  | Gilbert         | 4:19     |  |
| 8.  | «G9 (instrumental)»            | Gilbert         | 2:16     |  |
| 9.  | «Mr. Spock»                    | Gilbert         | 4:52     |  |
| 10. | «Boku No Atama»                | Gilbert         | 2:30     |  |
| 11. | «Good Man»                     | Gilbert         | 3:58     |  |
| 12. | «Wash My Car»                  | Gilbert         | 4:14     |  |
| 13. | «It's All Too Much»            | George Harrison | 6:48     |  |
| 14. | «We All Dream of Love»         | Gilbert         | 3:15     |  |

## Créditos
- Paul Gilbert - Guitarra, voz
- Linus of Hollywood - Bajo
- Marco Minnemann - Batería